# Robert Fuest
Robert Bernard Fuest (Londres, 30 de setembre de 1927 − Londres, 21 de març de 2012) va ser un director de cinema, guionista i dissenyador de producció britànic.
És famós per haver dirigit amb Vincent Price L'abominable Dr. Phibes el 1971.

## Filmografia

### Director
- 1967: Just Like a Woman
- 1970: And Soon the Darkness
- 1970: Wuthering Heights
- 1971: L'abominable Dr. Phibes (The Abominable Dr. Phibes)
- 1972: El retorn del Dr. Phibes (Dr. Phibes Rises Again)
- 1973: The Final Programme
- 1975: The Devil's Rain
- 1977: Three Dangerous Ladies
- 1978: The Doombolt Chase (sèrie TV)
- 1980: Revenge of the Stepford Wives (TV)
- 1981: The Big Stuffed Dog (TV)
- 1982: Aphrodite

### Guionista
- 1964: Festival: Justin Thyme (TV)
- 1967: Just Like a Woman
- 1972: Dr. Phibes Rises Again
- 1973: The Final Programme
- 1977: Three Dangerous Ladies